# Wolfgang Rindler
Wolfgang Rindler (Viena, 18 de maio de 1924 – 8 de fevereiro de 2019) foi um físico austro-britânico, que trabalhou com teoria da relatividade.

## Vida e formação
Filho de um advogado, por sua condição de judeu fugiu na operação Kindertransport para a Inglaterra. Estudou na Universidade de Liverpool e obteve um doutorado no Imperial College London. Foi para os Estados Unidos, onde esteve a partir de 1956 na Universidade Cornell e a partir de 1963 no então recém fundado Southwest Center for Advanced Studies, mais tarde a University of Texas at Dallas, onde foi professor.
Na teoria da relatividade geral introduziu o termo horizonte de eventos, sendo conhecido pelas coordenadas de Rindler em espaço de Minkowski.

## Obras
- Essential Relativity. Special, General and Cosmological. Van Nostrand 1969, Springer 1977, Oxford University Press 2001, ISBN 0-19-850836-0.
- com Roger Penrose: Spinors and Spacetime. 2 Volumes, Cambridge University Press 1984, 1986
- Introduction to Special Relativity. Clarendon Press, Oxford 2003, ISBN 0-19-853952-5.
- Visual horizons in world models, Monthly Notices Royal Astron. Soc., Volume 116, 1956, p. 662–677